# The Giggity Wife
The Giggity Wife (titulado La esposa de Quagmire en Hispanoamérica y La esposa "tomatoma" en España) es el episodio número once de la undécima temporada y el episodio 199 en general de la serie de televisión cómica animada Padre de familia. Fue estrenado en FOX el 27 de enero de 2013 en los Estados Unidos, fue escrito por Andrew Goldberg y dirigido por Brian Iles.
En el episodio, Peter Joe y Quagmire visitan la universidad de Harvard, en esa misma noche deciden visitar la ciudad de Boston, al día siguiente, Quagmire descubre que accidentalmente se casó con una prostituta, después busca la manera de tratar de divorciarse. El episodio fue clasificado TV 14 DLSV, para mayores de 14 años por su diálogos sugestivos intensos, lenguaje grosero fuerte, situaciones sexuales intensas y violencia intensa.

## Argumento
Cuando Peter descubre que Joe tiene una identificación de estudiante que tomó de estudiante de Harvard, Peter, Quagmire y Joe visitan el campus de la Universidad de Harvard para comer y tener una noche loca en la ciudad. Un Quagmire borracho se casa accidentalmente una prostituta llamada Charmisse. Ella se niega a dejar de lado su relación y Quagmire comienza a considerar el divorcio hasta que Joe señala que podría perder todo. Cuando Quagmire es renuente a continuar su relación, Charmisse pregunta si él es gay y dice que el matrimonio terminaría si es cierto, Quagmire finge ser gay. Cuando se marcha Charmisse, Quagmire comienza a ver pornografía heterosexual, pero Charmisse regresa por algo que olvido y lo descubre, con esto deduce que no es Homosexual y por ende, no dará el divorcio, Quagmire le exclama que él si es gay, Charmisse pide que lo pruebe teniendo sexo con otro hombre. Quagmire se acerca a Peter con la idea de tener sexo para así divorciarse y Peter está de acuerdo, siempre que tengan una cita primero. De vuelta en la casa de Quagmire, Charmisse insiste en que seguir adelante con el sexo y los chicos preparan con torpeza y de mala gana. Cuando está a punto de iniciar tal acto, Charmisse los detiene, ella afirma que son heterosexuales. pero si Quagmire quiere el divorcio tan desesperadamente, se le concederá y aprecia que Quagmire la tratara mejor que cualquier otro hombre que ha conocido. Después de que Charmisse se va, un Peter casi desnudo y Quagmire se abrazan con alivio y Peter observa de repente que la cámara en la computadora portátil de Quagmire está encendido. Al final se muestra a toda la familia mirando con asombro mediante una computadora portátil.

## Recepción

### Audiencia
El episodio recibió una calificación de 2,9 en índice de audiencia y fue visto por un total de 5.630.000 personas, esto lo convirtió en el programa más visto en la dominación de la animación de la noche en FOX superando a The Cleveland Show, Bob's Burgers, American Dad! y The Simpsons.

### Recepción crítica
Kevin McFarland de The A.V. Club le dio al episodio una C-, diciendo: "No es necesario que Padre de familia tenga continuidad completa pero cuando Peter se convirtió en Homosexual para un episodio y dejando a su esposa es menos dolorosa para su familia que este final, algo que está fuera de equilibrio. Este es otro episodio muestran que maneja material de límite-empujando con cansados clichés derivados en vez de llegar a algo original y divertido ".
John Blabber de Bubbleblabber daría al episodio un 8/10 y más tarde señala: ¿Has visto la película I Now Pronounce You Chuck & Larry? ¿Has visto la película Os declaro marido y marido? Seguí recibiendo ciertos puntos de la trama tomados de esa terrible película salpicada durante todo el inicio del programa, pero si no has visto la película (que yo estoy asumiendo es que muchos de ustedes) debería disfrutar de este."

## Referencia culturales

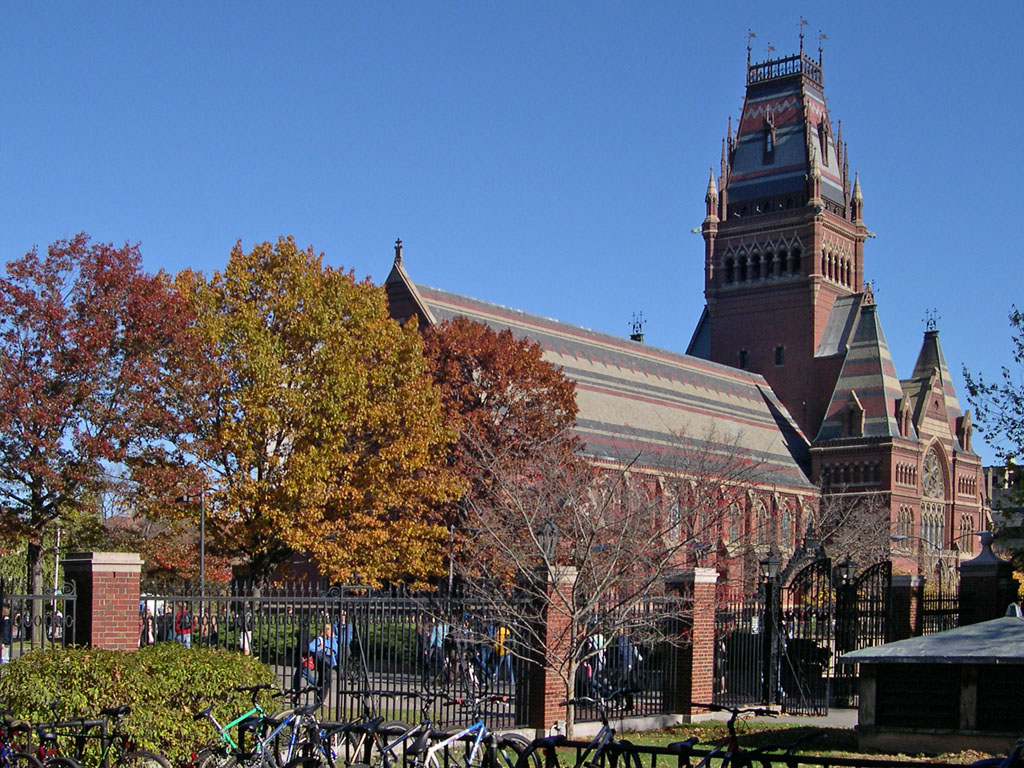
La universidad de Harvard, donde comienza la trama del episodio.

- Peter menciona que la universidad de Harvard es el alma mater de Fred Grandy, Amy Brenneman y Ted Kaczynski.
- Al estar en el comedor Peter se asombra y añade que ahí había estado Hellen Keller, en un flashback se muestra a Hellen contándole a sus amigas el método para poder hacer lo que ella quiere, como emborracharse, fumar incluso tener sexo con alguien, pero cuando la profesora se acerca, ella actúa de manera sordociega.
- Mientras beben cerveza, Peter pregunta a Quagmire y Joe si Beowulf es una secuela de Teen Wolf con Scott Baio, cuando Joe le responde que no, Peter se desanima añadiendo que por eso suspenderá el examen de literatura medieval.
- En el bar de Harvard, Joe mira a los gemelos Winklevoss quienes se encontraban con otros tres chicos, y uno de ellos pregunta si van por unos tragos, rápidamente uno de los gemelos dice lo mismo y argumenta que él lo dijo primero. Esto en referencia a que los gemelos Winklevoss demandaron al fundador de Facebook Mark Zuckerberg por robar su idea.
- En un flashback se muestra a Dios presentando el modelo del asiático, menciona que algunos de ellos se odiarán por alguna razón, una posible referencia a Corea del Norte y Corea del Sur.
- Cuando Joe Peter y Quagmire se dirigen a un bar de chicas desnudas, no se ponen de acuerdo con lo que está transmitiendo la televisión de baja definición, Peter afirma que es un partido de Celtics, Joe afirma que es The Dr. Oz Show mientras que Quagmire dice que es la última escena de Independence Day.
- Se muestra a Joe, Peter y Quagmire destruyendo la ciudad, una posible referencia a The Hangover.
- Cuando Quagmire finalmente acepta que se quedará casado con Charmisse, Peter comenta que todo el mundo tiene algo bueno, excepto por el presidente de los juegos del hambre, Coriolanus Snow. En un flashback se muestra como ordena unos juegos del hambre para personas con Discapacidad mental.
- Quagmire le da dinero a Charmisse para que compre ropa a su gusto, mientras compra ropa por varios centros comerciales se escucha Uptown Girl de Billy Joel.
- Cuando Quagmire dice a Peter que pretendió ser homosexual para poder divorciarse, Peter menciona que es lo opuesto que hace Hugh Jackman.
- Peter dice ser un hombre apasionado y lo demostró cuando hizo una telenovela española. En un Flashback se ve a Peter llegando a la casa, simultáneamente llegan su esposa, hija y madre para recibirlo pero él las golpea a las tres para posteriormente irse en un sombrero gigante volador.
- Peter se da ánimos cuando está a punto de tener sexo con Quagmire, cuando se dice a sí mismo que si Sir Ian McKellen puede hacerlo, él también podrá.
- Cuando Lois, Meg Brian y Chris observan totalmente sorprendidos lo que ocurre con Quagmire y Peter mediante el ordenador portátil, Stewie llega y se pregunta si están viendo un episodio de Glee.